# Elezioni parlamentari a Cuba del 1918
Le elezioni parlamentari a Cuba del 1918 si tennero il 1º novembre per eleggere la metà dei parlamentari della Camera dei rappresentanti. Le elezioni furono vinte dal Partito Conservatore Nazionale, che ottenne 31 seggi su 61.

## Risultati
| Liste                          | Voti | %     | Seggi |
| ------------------------------ | ---- | ----- | ----- |
| Partito Conservatore Nazionale |      | 54,10 | 33    |
| Partito Liberale Autonomista   |      | 32,79 | 20    |
| Partito Liberale Unionista     |      | 9,84  | 6     |
| Partito Liberale Provinciale   |      | 3,27  | 2     |
| Totale                         |      | 100   | 61    |